# Dan Spiegle
Dan Spiegle (né le 10 décembre 1920 ou le 12 décembre 1920 à Cosmopolis et mort le 28 janvier 2017) est un auteur de comics américain.
Il est principalement connu pour ses adaptations en bande dessinée d'œuvres audiovisuelles.

## Biographie

### Dell Comics et Gold Key Comics
Dan Spiegle naît le 10 décembre 1920 ou le 12 décembre 1920 à Cosmopolis. Ses parents déménagent plusieurs fois dans sa jeunesse (San Diego en Californie ou Honolulu à Hawaï) avant de s'installer dans le nord de la Californie. En 1946, il suit des études d'art. À partir de 1950, il dessine le comic strip Hopalong Cassidy distribué de 1950 à 1951 par Mirror Enterprises Syndicate puis de 1951 à 1956 par King Features Syndicate. Lorsque ce strip est arrêté, il commence à travailler pour Dell Comics. Cela dure jusqu'en 1962 lorsque la Western Publishing préfère arrêter de travailler avec Dell et lance sa propre maison d'édition de comics Gold Key. Spiegle travaille alors pour cet éditeur. Que ce soit pour Dell ou Gold Key, Spiegle adapte de  nombreuses séries télévisées, surtout des westerns, ou des films de cinéma. Il lui arrive cependant de toucher à d'autres genres comme l'adaptation de dessins animés produits par Hanna-Barbera Productions ou des récits fantastiques. En 1962, il crée avec le scénariste Del Connell Space Family Robinson publié par Gold Key. Ce comics inspirera la série télévisée Perdus dans l'espace diffusée à partir de 1965 par CBS.  Spiegle reste sur la série jusqu'en 1976. En plus de ce comics Dan Spiegle en dessine de nombreux autres dont Korak, Son of Tarzan qu'il reprend de Russ Manning et qu'il garde de 1967 à 1972. S'il dessine de nombreux comics dans un style réaliste, Dan Spiegle adapte aussi des dessins animés comme Harlem Globetrotters de 1972 à 1975)  ou Scooby-Doo Mystery Comics de 1973 à 1975. Ce dernier titre est principalement scénarisé par Mark Evanier. Tous deux poursuivent de 1977 à 1979 leur collaboration sur ce titre lorsque Marvel Comics acquiert la licence. Ils y reviendront une dernière fois en 1996 quand Archie Comics reprend le titre. Entre-temps ils travaillent ensemble sur de nombreuses séries pour Marvel ou pour le marché européen adaptant des dessins animés de Hanna - Barbera ou des films comme Greystoke. De 1981 à 1982 il illustre pour Gold Key le comics Doctor Solar, Man of the Atom.

### Des années 1980 à sa mort
En 1982, Gold Key disparaît et Dan Spiegle travaille principalement pour Marvel ou DC Comics. Pour cette dernière il avait déjà réalisé un épisode du Soldat inconnu en 1972 mais c'est surtout à partir de 1980 qu'il participe à de nombreux comics comme Secrets of Haunted House de 1980 à 1981 où il crée le personnage de Mister E avec Bob Rozakis,  House of Mystery de 1981 à 1982 et Unknown Soldier de 1981 à 1982. En 1982 il retrouve Marc Evanier pour relancer la série Blackhawk qui s'achève en 1984. Cependant, cela ne marque pas la fin de leur collaboration car tous deux enchaînent aussitôt sur Crossfire qui est une série dérivée de DNAgents d'Evanier et Will Meugniot publiée par Eclipse Comics. La série s'achève en 1988 mais cela ne nuit pas à Dan Spiegle qui est engagé par DC pour être le dessinateur attitré de The Secret Six.  scénarisé par Martin Pasko. Dans les années 1990, il travaille pour Claypool Comics ou Dark Horse Comics. Il dessine aussi Nester's Adventures publié dans Nintendo Power Magazine. Enfin en 1996, il reprend le strip Terry et les pirates et ce jusqu'en 1997. Il produit encore quelques comics dans les années 2000 surtout pour la Bank Street College of Education qui édite des comics éducatifs ou encore l'American Bible Society en adaptant des récits de la Bible. Il meurt à l'âge de 96 ans le 28 janvier 2017.

## Reconnaissance
Dan Spiegle travaille surtout pour Dell Comics et Gold Key des années 1950 aux années 1980. Or ces deux éditeurs ont pour politique de ne pas mettre les noms des auteurs dans les comics. La qualité du travail de Spiegle n'est donc reconnu que par ses pairs comme Alex Toth ou Gil Kane. C'est seulement à partir des années 1980 que son apparaît régulièrement puisque DC et Marvel nomment les auteurs des comics. Cette reconnaissance tardive se concrétise par un prix inkpot en 1983.

## Prix et récompenses
- 1983 : Prix Inkpot[5].